# Gérard Grisey
Gérard Grisey   (Belfort, 17 de juny de 1946 - Le Kremlin-Bicêtre, 11 de novembre de 1998) va ser un compositor francès de música contemporània.

## Biografia
Gèrard Grisey neix a Belfort, França el 17 de juny de 1946. Va estudiar al conservatori de Trossingen, Alemanya, entre 1963 i 1965, abans d'entrar al Conservatori de París, on fou alumne d'Olivier Messiaen entre 1965 i 1967, i amb Henri Dutilleux entre 1968 i 1972. També va estudiar electroacústica amb Jean-Etienne Marie el 1969, acústica amb Emile Leipp l 1974 i va assistir als cursos de Darmstadt de 1972 amb Iannis Xenakis i György Ligeti. El 1973, durant la seva estança a la Vila Medici, Roma funda el grup l'Itinéraire amb Tristan Murail, Roger Tessier i Michael Levinas. Posteriorment t'ambé s'hi uneix Huges Dufourt.
Durant la major part de la seva carrera professional, va exercir com a professor a diferents institucions com La Universitat de California, Berkeley, el Conservatori de París o els cursos d'estiu de Darmstadt, tenint entre els seus alumnes la compositora italiana Lucia Ronchetti i l'alemany Arnulf Herrmann.
El compositor mor sobtadament a causa d'un aneurisma l'any 1998.

## Estil compositiu
Grisey és un dels màxims exponents del corrent conegut com a espectralisme, molt influent a França durant la dècada de 1980. Ell, juntament amb Murail i Dufourt, treballen a l'institut IRCAM amb software que els permet analitzar espectralment el timbre de qualsevol to. Aquest interès pel timbre el porta a expressar el seu lema, "La música es compon de sons i no de notes", i crear nous tipus d'estructures per a la seva música. Per exemple, a la seva obra Partiels de 1975, desdibuixa les fronteres entre harmonia i timbre fent que l'orquestra imiti l'estructura d'harmònics d'una nota Mi d'un trombó, per després simular efectes tímbrics que es podrien aconseguir amb transformacions electroacústiques d'aquesta nota.
L'espectralisme també té un apecte contra-cultural. En una època en què el focus de la música contemporània es posava en les macro-estructures basades en el concepte de nota, els espectralistes proposen una tornada a les arrels per fixar-se en el so pur més enllà de les construccions que la societat hi sobreimposa ("Nosaltres som músics i el nostre model és el so, no la literatura, la matemàtica, el teatre, les arts visuals, la mecànica quàntica, la geologia, l'astrologia o l'acupuntura"). A més, en aquest interès per l'espectre harmònic, reivindiquen els intervals consonants, com les octaves, quintes i terceres majors, oblidats per la música contemporània des del dodecafonisme.

## Llistat d'obres
- Echanges, per piano preparat i contrabaix (1968)
- Mégalithes, per 15 intruments de vent metall (1969)
- "Charme", per clarinet (1969)
- Perichoresis,per tres grups intrumentals (1969–1970)
- Initiation, for per saxo baríton, trombó i contrabaix (1970)
- Vagues, chemins, le souffle, per clarinet i orquestra (1970–72)
- D'eau et de pierre, per dos grups instrumentals (1972)
- Dérives, per dos grups orquestrals (1973–74)
- Les espaces acoustiques – II – Périodes, per clarinet, flauta, trombó, violí, viola, cello i contrabaix (1974)
- Les espaces acoustiques – III – Partiels, per 18 músics (1975)
- Manifestations, per orquestra jove (1976)
- Les espaces acoustiques – I – Prologue,per viola i electrònica en directe (opcional) (1976)
- Les espaces acoustiques – IV – Modulations,per orquestra (1976–77)
- Sortie vers la lumière du jour, per orgue elèctric i 14 músics (1978)
- Jour, contre-jour, per orgue elèctric i 14 músics i cinta magnètica (1978–79)
- Tempus ex machina, per 6 percussionistes (1979)
- Les espaces acoustiques – V – Transitoires, per gran orquestra (1980)
- Solo pour deux,per clarinet i trombó (1981)
- Anubis-Nout, per clarinet baix (1983)
- Les chants de l'amour,per 12 veus i cintra magnetofònica (1982–1984)
- Les espaces acoustiques – VI – Epilogue, per quatre intruments de vent i orquestra (1985)
- Talea, per a violí, violoncel, flauta, clarinet i piano (1986)
- Le temps et l'écume, per 4 percussionistes, 2 sintetitzadors i orquestra de cambra (1988–89)
- Accords perdus: Cinq miniatures, per dos intruments de vent (1989)
- Le noir de l'étoile,per sis percussionistes, cinta magrnetofònica i electrònica en directe (1989–90)
- Anubis et Nout, per saxòfon baix i saxòfon baríton (1990)
- L'icône paradoxale (Hommage à Piero della Francesca), per dues veus femenines i dos grups orquestrals (1992–94)
- Stèle, per dos percussionistes (1995)
- Vortex temporum, per piano, clarinet baix (en La i Sib), flauta (baixa, en Do i piccolo), violí, viola, i cello(1994–96)
- Quatre chants pour franchir le seuil, per soprano i 15 instruments (1997–98)